# Разориентация
Разориентация — различие в кристаллографической ориентации между двумя кристаллитами (зернами или субзернами) в поликристаллическом материале.
В кристаллических материалах ориентация кристаллитов определяется преобразованием из системы координат связанных с образцом(т.е. определяемой направлением проктки и двумя ортогональными направлениями) в локальную систему координат кристаллической решетки, определяемой базисными векторами элементарной ячейки. Аналогично, разориентация — преобразование, необходимое для перехода из одной локальной системы координат в другую. То есть это — расстояние в ориентационном пространстве между двумя различными ориентациями. Если ориентации определяются в терминах матриц или направляющих косинусов gA and gB, то оператор разориентации ∆gAB, переводящий из A в B определяется следующим образом:
{\displaystyle g_{B}=\Delta g_{AB}g_{A}}
{\displaystyle \Delta g_{AB}=g_{B}g_{A}^{-1}}
где gA−1 обратный оператор от gA, т.е. преобразование из кристаллической системы координат A обратно в систему координат образца. Что дает альтернативное определение разориентации, как преобразования из системы координат A в систему координат образца и последующее преобразование из системы координат образца в новую кристаллическую систему координат B.

## Распределение разориентаций

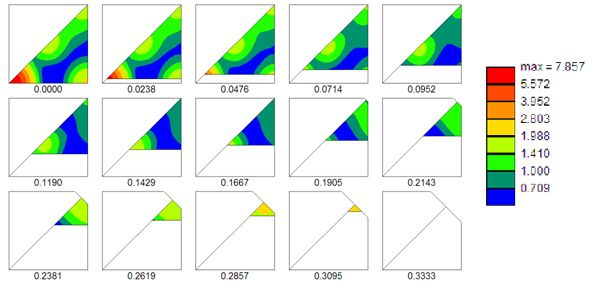
Example MDF shown in Rodrigues space for a sample of AA5083 plate

Распределение ориентаций(РО) — аналог ФРО. Используется для описания текстуры. РО описывает вероятность разориентаций между любыми двумя зёрнами попадающей в диапазон {\displaystyle d\Delta g} вокруг выбранной разориентации {\displaystyle \Delta g}.